# Monoštorlija
Monoštorlija ili Mali Monoštor (mađ. Bátmonostor) je selo u južnoj Mađarskoj.
Zauzima površinu od 37,95 km četvornih.

## Zemljopisni položaj
Nalazi se istočno od Dunava, 11 km zapadno od Baškuta, na 46°6' sjeverne zemljopisne širine i 18°56' istočne zemljopisne dužine, u regiji Južni Alföld.

## Upravna organizacija
Upravno pripada Bajskoj mikroregiji u Bačko-kiškunskoj županiji. Poštanski broj je 6528.

## Stanovništvo
U Monoštorliji živi 1703 stanovnika (2005.).
Pored Mađara, u Monoštorliji žive i Hrvati.

## Vanjske poveznice
- Monoštorlija na fallingrain.com
- Glasnik br. 18/2005.  Arhivirana inačica izvorne stranice od 6. lipnja 2007. (Wayback Machine) Turnir u malome nogometu (PDF)